# FTSE/Athex Large Cap
Der FTSE/Athex Large Cap (früher FTSE/Athex 20, früher FTSE/ASE 20) ist ein Aktienindex an der Athener Börse, welcher aus einer Partnerschaft der Athener Börse mit dem britischen Indexspezialisten FTSE Group International hervorgegangen ist. Der FTSE/Athex Large Cap ist der Aktienindex der 25 größten Unternehmen an der Athener Börse. Die griechische Wirtschaft ist durch kleine und mittelständische Unternehmen geprägt, Großunternehmen und Konzerne gibt es dagegen nur wenige. Aufgrund des Branchenungleichgewichts zählt der FTSE/Athex Large Cap zu den weniger diversifizierten Indizes in Europa. Der Bloomberg code ist FTASE.
Der Finanzdienstleistungssektor spielt im FTSE/Athex Large Cap eine große Rolle, da neun der 25 Werte aus dieser Branche stammen und zusammen auf einen Indexanteil von rund ein Drittel kommen. Neben diesem dominanten Faktor sind im Übrigen vor allem die Telekommunikations- und die Tourismusbranche gut vertreten. Gewichtet werden die Gesellschaften in dem Preisindex nach der Free-Float-adjustierten Marktkapitalisierung, einen Maximalwert für den Anteil einzelner Unternehmen gibt es nicht.
Ein weiterer Index der Athener Börse ist der Athex Composite Share Price Index, in dem die 60 größten und umsatzstärksten Unternehmen des Landes gelistet sind.

## Zusammensetzung
Der FTSE/Athex Large Cap besteht aus 25 Unternehmen (Stand: 21. Juli 2023).
| Unternehmen                    | Symbol   | Branche                           | Gewichtung in % | Logo |
| ------------------------------ | -------- | --------------------------------- | --------------- | ---- |
| Aegean Airlines                | AEGN     | Fluggesellschaft                  | 1,1789          |      |
| Alpha Bank                     | ALPHA    | Banken                            | 8,5853          |      |
| Autohellas                     | OTOEL    | Autovermietung                    | 0,673           |      |
| Cenergy Holdings               | CENER    | Energieversorgung                 | 0,6169          |      |
| Coca-Cola HBC                  | EEE      | Getränke                          | 9,4507          |      |
| Dimosia Epichirisi Ilektrismou | PPC      | Energieversorger                  | 5,9732          |      |
| Ellaktor                       | ELLAKTOR | Bau                               | 0,5309          |      |
| Elvalhalcor                    | ELHA     | Kupfer, Aluminium                 | 0,3309          |      |
| Eurobank Ergasias              | EUROB    | Banken                            | 10,1133         |      |
| EYDAP                          | EYDAP    | Versorger                         | 0,7061          |      |
| GEK Terna                      | GEKTERNA | Bau, Energie                      | 2,3462          |      |
| Hellenic Petroleum             | ELPE     | Öl und Gas                        | 1,2156          |      |
| Hellenic Telecoms              | HTO      | Telekommunikation                 | 6,9645          |      |
| Jumbo                          | BELA     | Spielzeug                         | 7,7707          |      |
| Lamda Development              | LAMDA    | Immobilien                        | 1,5316          |      |
| Motor Oil Hellas               | MOH      | Öl und Gas                        | 3,8274          |      |
| Mytilineos Holdings            | MYTIL    | Metallurgie, Energie, Fahrzeugbau | 9,5107          |      |
| National Bank of Greece        | ETE      | Banken                            | 8,5581          |      |
| OPAP                           | OPAP     | Glücksspiel                       | 7,8955          |      |
| Piräus Bank                    | TPEIR    | Banken                            | 6,0094          |      |
| Quest Holdings                 | QUEST    | IT                                | 0,4431          |      |
| Sarantis Group                 | SAR      | Konsumgüter                       | 0,6749          |      |
| Terna Energy                   | TENERGY  | Versorger                         | 2,4869          |      |
| Titan Cement                   | TITC     | Zementhersteller                  | 1,9138          |      |
| Viohalco                       | VIO      | Montanindustrie                   | 0,6926          |      |